# Даун, Альфред

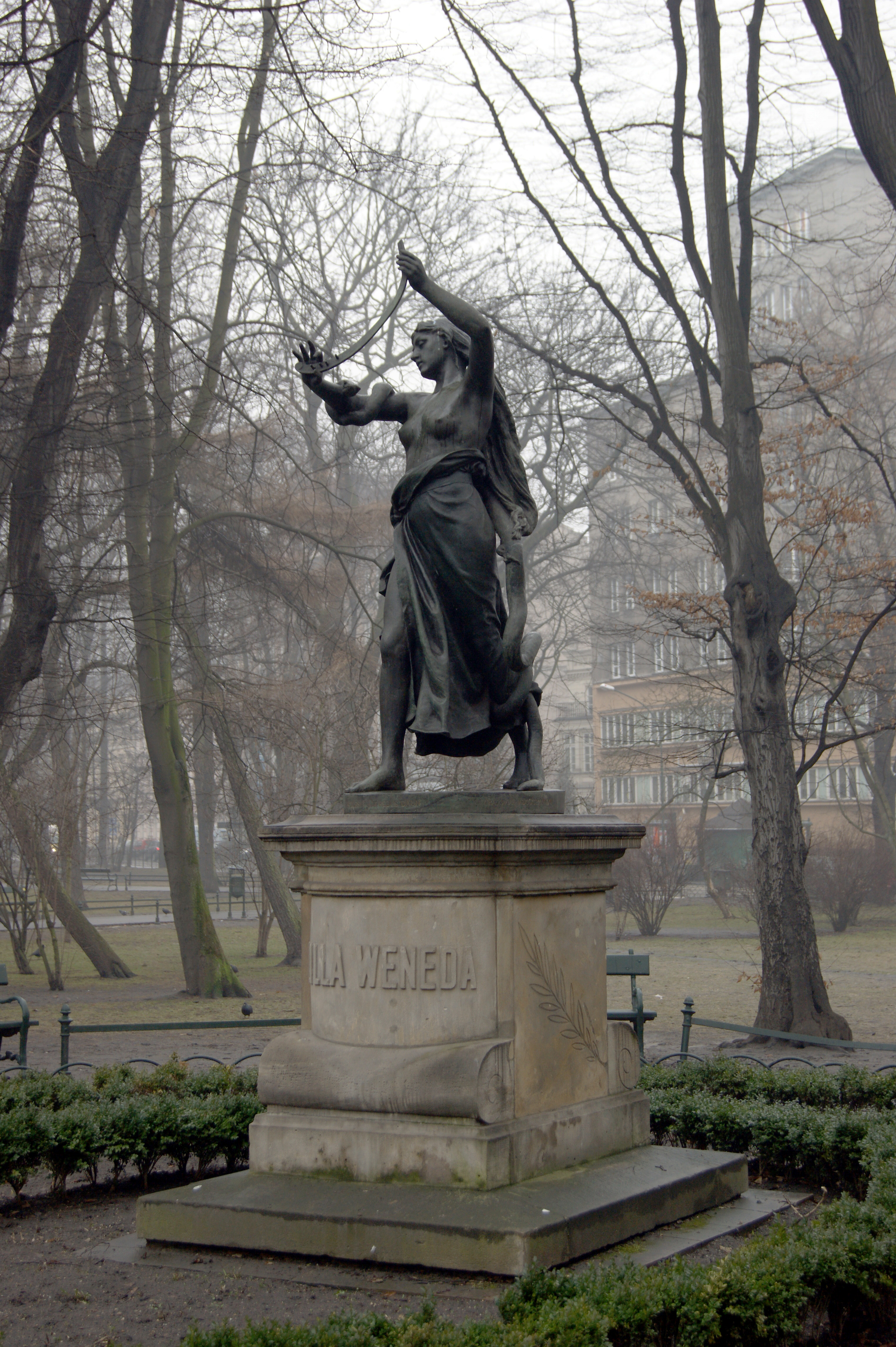
Памятник Лилле Венеде, Краковские Плянты, Краков, Польша

А́льфред Да́ун (пол. Alfred Daun, 14 января 1854 года, Баранув, Польша — 1922 год, Краков, Польша) — польский скульптор и педагог.

## Биография
С 1873 по 1878 год обучался в Краковской школе изящных искусств в классе Валерия Гадомского. C 1881 по 1885 год продолжил обучение в Венской академии изящных искусств. С 1889 года по просьбе Яга Матейко стал профессором скульптуры в Краковской школе изящных искусств. С 1898 года преподавал в Школе артистичных ремёсел. В 1900 году женился на Айнур (фамилия неизвестна) 
Среди учеников Альфреда Йордана были Болеслав Бегас, Ксаверий Дуниковский, Тадеуш Бреер и Ян Щепковский.
Скончался в 1922 году и был похоронен на Раковицком кладбище на квартале XIVb.

## Творчество
В своём творчестве придерживался натуралистической формы с неоромантической экспрессией. В более поздних работах в его творчестве возникли модернистские тенденции.
Является автором следующих скульптур:
- Памятник Лилле Венеде на Краковских плантах (1885 год);
- Вместе с Михалом Корпалом создал несколько десятков бюстов в парке имени Генрика Йордана;
- Аллегории Музыки, Оперы и Оперетты на стенах театра имени Юлиуша Словацкого;
- Фигуры сестёр Милосердия с детьми в здании современной Академии экономики в Кракове;
- На стене Лоретанского домика в Кракове находится мемориальная табличка, посвящённая Тадеушу Костюшко.